# کلسیم یدات
کلسیم یدات (به انگلیسی: Calcium iodate) با فرمول شیمیایی Ca(IO۳)۲ یک ترکیب شیمیایی است. که جرم مولی آن ۳۸۹٫۸۸ g/mol می‌باشد. شکل ظاهری این ترکیب، جامد سفید است.